# Maisons-Alfort
Maisons-Alfort é uma comuna francesa do Vale do Marne, na Ilha de França. Ela está localizada no subúrbio sudeste de Paris, a três quilômetros da capital, na margem sul do Marne. Sua posição permite o fácil acesso a vários dos principais eixos de comunicação da Ilha de França que são a A4 ao norte ou a A86 ao sul. Sua população atual é a quinta maior do departamento atrás de Créteil, Vitry-sur-Seine, Champigny-sur-Marne e Saint-Maur-des-Fossés. Seus habitantes são chamados de Maisonnais.

## Transportes
- RER D - Duas estações comuns a Alfortville e Maisons-Alfort: Maisons-Alfort-Alfortville e Le Vert de Maisons,
- Linha 8 do Metrô de Paris - Três estações: École Vétérinaire de Maisons-Alfort, Maisons-Alfort - Stade e Maisons-Alfort - Les Juilliottes.
- A futura Linha 15 do Metrô de Paris - A estação Le Vert de Maisons. Esta linha, cujo lançamento[2] está previsto para cerca de 2022, faz parte do Grand Paris Express. As obras de reforma e ampliação dessa estação foram iniciadas no início de 2016 para permitir a interligação com a nova linha de metrô.
- Ônibus > Linhas 24, 103, 104, 107, 125, 172, 181, 217, 325, 372, (…) A École Vétérinaire é um centro de comunicação para os ônibus. Este é realmente o terminal de muitas linhas de ônibus.
- Voguéo > Terminal de linha única (estação: École Vétérinaire de Maisons-Alfort) durante a experimentação deste transporte público, que durou de 28 de junho de 2008 a 5 de junho de 2011. Esta linha de transporte por via fluvial não está mais em serviço.

## Toponímia
O nome da cidade está ligada ao fato de que os primeiros habitantes que se instalaram na confluência do Marne e do Sena e que ao longo do tempo, o burgo teria levado o nome de "les Maisons". É possível que houve originalmente uma mansão, ou seja, um local de descanso ao longo da estrada romana. O sítio das Mansiones é mencionado desde o ano mil; ele então já ganhou importância e foi dotado de uma igreja paroquial.
A segunda parte do nome aparece no século XIV na forma de Hereford ou Herefort ; vem de uma aldeia da comuna que originalmente (no século XII) era um domínio de Pierre d'Aigueblanche, senhor de Herefort - franconização de Herefórdia (Inglaterra), onde o savoiano Pierre d'Aigueblanche foi empossado em 1240 como bispo de Herefórdia. O tempo de passagem, o nome evoluiu para Hallefort (atestado em 1612) e finalmente Alfort a partir do século XVIII.
Desde o final do século XVII, Maisons e sua aldeia Alfort foram reunidas sob o nome Maisons-Alfort.

## História

### Pré-história e Antiguidade
Escavações arqueológicas realizadas em Maisons-Alfort em 1994 revelaram os restos de uma ocupação pré-histórica, Neolítica e proto-histórica, datada entre 200 000 e 160 000 anos nas margens do Marne encontramos os restos de um cemitério, um megalito, alguns restos mais a leste e algumas ferramentas. Nos anos 1990, durante escavações perto da Ponte de Charenton, um importante habitat neolítico, com um cemitério, foi exumado pelo LDA (Laboratório Departamental de Arqueologia 94) e depois pela AFAN (Association pour les fouilles archéologiques nationales). Esses vestígios arqueológicos deram pistas importantes e inéditas sobre o modo de vida do Homem de Neandertal na Bacia Parisiense.
Durante a construção do Forte de Charenton no século XIX, foi descoberta uma estrutura ao longo de um antigo caminho, provavelmente identificável com um túmulo, relevo visível chamado "Butte de Grammont". Várias sepulturas foram descobertas lá, algumas das quais apresentam certa pompa. Eles podem ser datados de La Tène ou da época romana.